# APOP Kinyras Peyias FC
APOP Kinyras Peyias (Grieks: Α.Π.Ο.Π - Αθλητικός Ποδοσφαιρικός Ομιλος Πέγειας Κινύρας, Athlitikos Podosfairikos Omilos Pegeias Kinyras) wat betekent: Athletische Voetbal Club Peyia Kinyras, was een Cypriotische voetbalclub uit Peyia. De club kwam in 2003 tot stand na de fusie van APOP Peyias en Kinyras Empas.
De fusieclub begon in de derde klasse en promoveerde dankzij een kampioenschap meteen, ook het volgende seizoen promoveerde de club dankzij een kampioenschap. In de hoogste klasse werd de club twaalfde en degradeerde in 2005/06. In de tweede klasse werd de club wederom kampioen en promoveerde terug naar de hoogste klasse in 2007/08. In 2008/09 haalde de club voor het eerst in de geschiedenis Europees voetbal door de Cypriotische beker te winnen.
In 2011 degradeerde de club naar de tweede divisie. In 2012 werd de club door de bond teruggezet naar de vierde divisie na een grootschalige corruptiezaak waarin meerdere clubs bestraft werden. Datzelfde jaar ging de club bankroet. 

## Erelijst
Cypriotische Tweede Divisie : 2005, 2007
Kampioen Derde Divisie : 2004
Beker van Cyprus : 2009

## In Europa
#Q = #kwalificatieronde, T/U = Thuis/Uit, W = Wedstrijd, PUC = punten UEFA coëfficiënten .
Uitslagen vanuit gezichtspunt APOP
| Seizoen | Competitie    | Ronde | Land                | Club       | Totaalscore | 1e W    | 2e W       | PUC |
| ------- | ------------- | ----- | ------------------- | ---------- | ----------- | ------- | ---------- | --- |
| 2009/10 | Europa League | 3Q    | Vlag van Oostenrijk | Rapid Wien | 3-4         | 1-2 (U) | 2-2 nv (T) | 0.5 |

Totaal aantal punten voor UEFA coëfficiënten: 0.5

## Voormalige spelers
- Sadio Ba
- Fangio Buyse
- Kevin Van Dessel
- Diangi Matusiwa
- Hamad Ndikumana
- Sergio Ommel
- Michel van Zundert